# Gerrie Kleton
Gerrit (Gerrie) Kleton (Amsterdam, 15 september 1953 – Amstelveen, 9 januari 2006) was een Nederlandse profvoetballer die in zijn loopbaan uitkwam voor Ajax, MVV, Cercle Brugge, Beerschot, AZ'67 en RKC, maar vooral bekendheid genoot van zijn
tijd bij HFC Haarlem.

## Loopbaan
Kleton volgde de jeugdopleiding bij Ajax. Het waren de succesjaren van Ajax in de vroege jaren zeventig. Kleton moest o.a. Piet Keizer voor zich dulden, en kwam zodoende nauwelijks aan spelen toe in het eerste elftal.

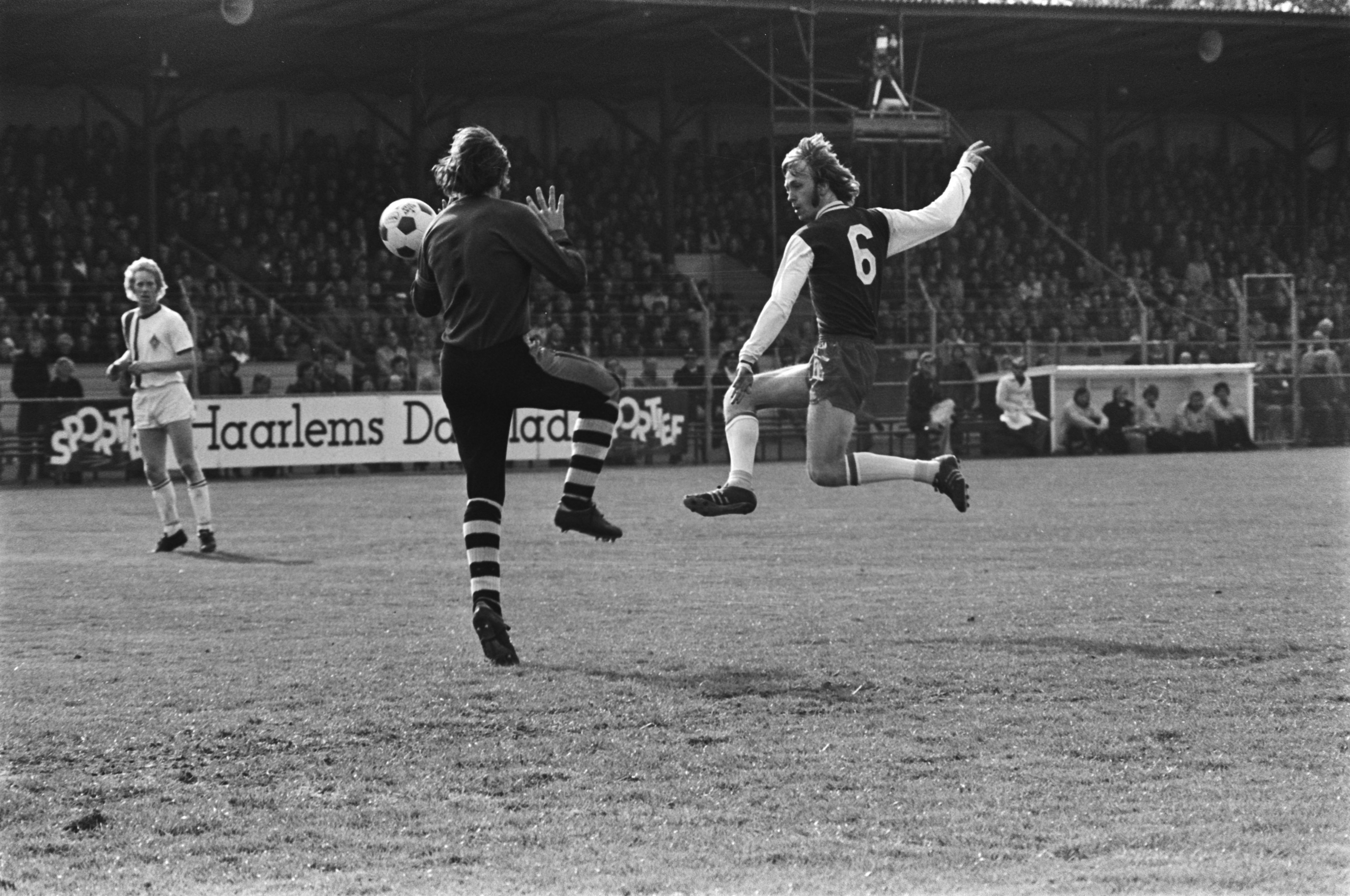
24-4-1976 Kleton scoort tegen FC VVV.

In september 1974 vertrok Kleton naar MVV als vervanger van clubicoon Willy Brokamp. Mede door een hardnekkige blessure lukte het daar ook niet om door te dringen tot de A-selectie. Een jaar later haalde Barry Hughes hem naar Haarlem. Haarlem was net gedegradeerd naar de eerste divisie. Dat seizoen (1975/1976) liet Kleton wel van zich horen. Als schaduwspits achter Piet van den Berg (die landelijk topscorer werd met 25 goals) scoorde hij 19 doelpunten. In de topper tegen FC VVV op 24 april 1976 scoorde hij het enige en beslissende doelpunt met een sierlijk lobje over doelman Eddie Sobczak. Kleton had dus een groot aandeel in het kampioenschap, maar hij ging niet mee met Haarlem naar de eredivisie. Hij koos voor een avontuur in België, waar hij uitkwam voor Cercle Brugge en Beerschot. Van deze periode zijn geen grootse wapenfeiten bekend.
In de zomer van 1979 wist Hughes opnieuw Kleton te strikken om voor Haarlem uit te komen. Door de verkoop van Rob de Kip kon Haarlem zowaar wat geld uitgeven en voor een transferbedrag van € 150.000 gulden kwam Kleton terug. Hoewel de Haarlem-selectie van dat moment op het oog een goede mix was van routine en jong talent bleek de chemie met Hughes uitgewerkt. Haarlem degradeerde opnieuw naar de eerste divisie. Kleton werd wel clubtopscorer met 9 doelpunten.
Met de komst van Hans van Doorneveld in 1980 brak een glanzende tijd aan voor Haarlem en Kleton ontwikkelde zich steeds meer tot een elegante, technisch bekwame spelverdeler op het middenveld. Door wat omzettingen (Van Doorneveld posteerde Martin Haar als libero) en jonge spelers die doorbraken (Ruud Gullit, Wim Balm, Edward Metgod en Frank van Leen) werd Haarlem een moeilijk te kloppen tegenstander. Weer wist de club het kampioenschap van de eerste divisie te behalen en het eerste jaar als promovendus werd zelfs de vierde plaats in de eredivisie bereikt (seizoen 1981/1982). 
Die geweldige prestatie gaf recht op Europees voetbal. In het najaar 1982 speelde Haarlem historische wedstrijden tegen AA Gent en Spartak Moskou.
In deze duels wist Kleton zijn stempel te drukken. Thuis tegen AA Gent maakte hij de 1-0 (uitslag 2-1), en in de legendarische uitwedstrijd was hij de absolute uitblinker en scoorde de belangrijke tweede goal (uitslag 3-3). In de tweede ronde was Spartak Moskou te sterk voor Haarlem. In de thuiswedstrijd moest een 2-0 achterstand worden goedgemaakt. Even leek een sensatie in de maak toen Piet Huyg een strakke corner van Kleton achter Dassayev kopte. De knap counterende Russen wisten vervolgens echter drie keer te scoren en het Europese avontuur was voorbij voor Haarlem.
Haarlem werd in de eredivisie een heuse subtopper. Kleton was een sterke schakel in deze vriendenploeg. Hij heerste op het middenveld. Taktisch sterk, temporiserend waar nodig, slimme steekpassjes gevend, doelpuntjes meepikken en vooral bij spelhervattingen razend slim. In deze jaren kwamen de topclubs met knikkende knieën naar de Jan Gijzenkade. Ajax, Feyenoord en PSV werden regelmatig verslagen. Drie keer achtereen reikte Haarlem tot de halve finale van de KNVB Beker.
De relatie tussen tussen coach Van Doorneveld en Kleton werd een paar keer op de proef gesteld. Van Doorneveld vond Kleton te traag en had kritiek op zijn inzet. Dit resulteerde in een breuk en in het seizoen 1985/1986 vertrok Kleton naar AZ. Dat werd geen onverdeeld succes. Na een jaar heeft hij het nog geprobeerd bij RKC in Waalwijk, maar de carrière van Kleton ging uit als een nachtkaars. 
Op 9 januari 2006 overleed Kleton op 52-jarige leeftijd. Hij was al geruime tijd ziek. Op 11 januari 2006 werd er ter nagedachtenis aan Kleton een minuut stilte gehouden voor aanvang van de oefenwedstrijd Haarlem – Ajax (0-0).